# Livre des Fontaines
Le Livre des Fontaines ou Livre Enchaîné est un manuscrit enluminé conçu entre 1519 et 1526 pour la ville de Rouen par Jacques Le Lieur recensant les alimentations en eau de la ville. Il est conservé à la bibliothèque Jacques Villon de Rouen (Ms.G3), dont il forme un des joyaux de la collection. 

## Histoire

### La commande et l'exécution (1519-1526)

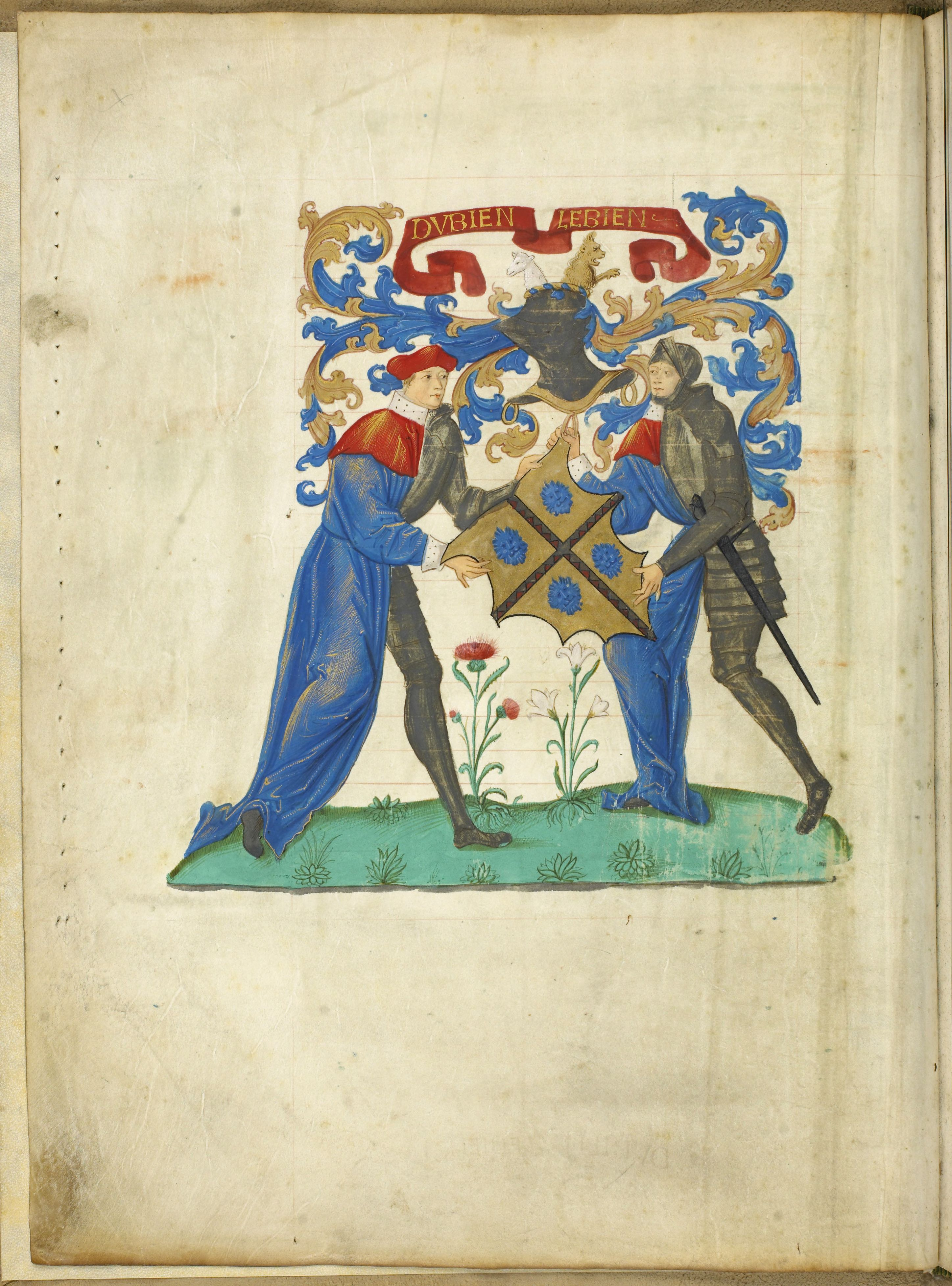
Armes de Jacques Le Lieur, en tête du Livre des Fontaines (folio 1v)

En 1519, alors que la ville de Rouen cherche à améliorer son alimentation en eau, les échevins confient au conseiller Jacques Le Lieur la réalisation d'une étude du réseau hydraulique. Jacques Le Lieur consigne le fruit de ses travaux dans un manuscrit, qu'il fait enrichir d'enluminures, de cartes et d'une grande vue panoramique de la ville. 
Le manuscrit est remis aux échevins le 30 janvier 1526.

### Usage et conservation à l'époque moderne
De 1526 jusqu'au début du XIXe siècle, le Livre des Fontaines est régulièrement consulté par les édiles et fontainiers de la ville lors de chantiers d'entretien et d'amélioration du réseau hydraulique. L'usage du manuscrit est avant tout technique. 
Conscients de la valeur du document, les échevins de la ville le conservent enchaîné à un pupitre afin d'éviter un vol, d'où l'autre nom donné à l'ouvrage Le Livre Enchaîné. L'usage d'enchaîner les livres est alors une pratique très courante en Europe, depuis le Moyen Âge jusqu'au XVIIe siècle.  
Au début du XVIIe siècle, une copie illicite de l'ouvrage est réalisée : confisquée par la municipalité, elle est un temps conservée avec l'original avant de disparaître.

### La restauration duLivre des Fontainesen 1843
En 1843, l'ouvrage est restauré par Théodore de Jolimont. Le manuscrit est couvert d'une nouvelle reliure. Les trois bandes de parchemin figurant les trois principaux aqueducs sont détachés du texte. La Grande Vue de Rouen, originellement placée en tête du livre, est également retirée, pour être doublée de toile et encadrée. Ainsi transformée en tableau, elle est accrochée quelques années dans le bureau du conservateur des archives, avant de rejoindre les collections de la bibliothèque municipale, en 1888, où elle est exposée dans une galerie. Le reste du manuscrit, demeuré aux archives municipales, intègre à son tour les collections de la bibliothèque en 1905. 
La Grande Vue a fait l'objet d'une nouvelle restauration en 2015-2016. 

## Composition de l'ouvrage

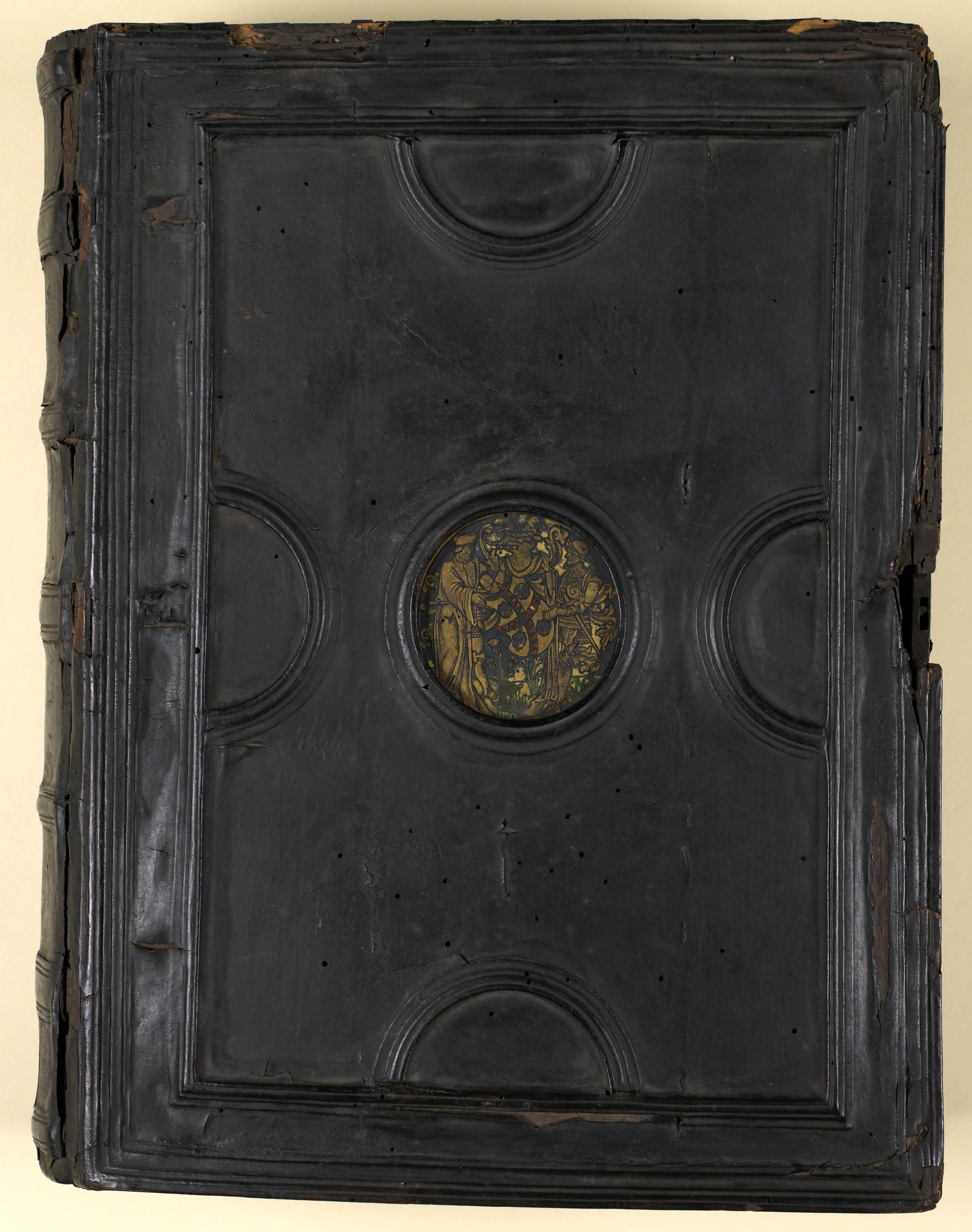
Coffret de bois aux armes de Jacques Le Lieur, conçu pour renfermer le Livre des Fontaines.

Le Livre des Fontaines est composé de plusieurs éléments, originellement reliés ensemble et conservés dans un coffret de bois aux armes de Jacques Le Lieur. 
Si le coffret en bois nous est parvenu, quoique dépourvu de sa serrure, la reliure d'origine, « de veloux noir à garniture fort enrichies de laton doré de fin or » a disparu, et ce antérieurement à la restauration du XIXe siècle. 

### Les manuscrits
Le livre des Fontaines se compose d'un manuscrit de 74 feuillets, enrichi d'enluminures. Le texte de Jacques Le Lieur est découpé en plusieurs chapitres : il débute par une réflexion sur l'approvisionnement en eau dans l'Antiquité romaine, suivi d'un éloge du cardinal Georges d'Ambroise, archevêque de Rouen qui avait mené d'importants travaux hydrauliques autour de 1500. Suivent trois chapitres consacrés aux trois sources d'approvisionnement en eau de la ville, Gaalor, Carville et Yonville. Pour chacune, sont décrits précisément la captation, le parcours de l'adduction et les équipements qui la jalonnent : cuves, robinets, trappes, regards, fontaines publiques. En sa qualité de notaire et de secrétaire, Jacques Le Lieur a collationné les pièces d'archives permettant à la ville de faire valoir ses droits sur les sources et adductions. 
Chaque chapitre s'achève par une cartographie de l'aqueduc, représenté dans son environnement urbain. 
Jacques Le Lieur a pris le soin de laisser des feuillets vierges pour ses successeurs.

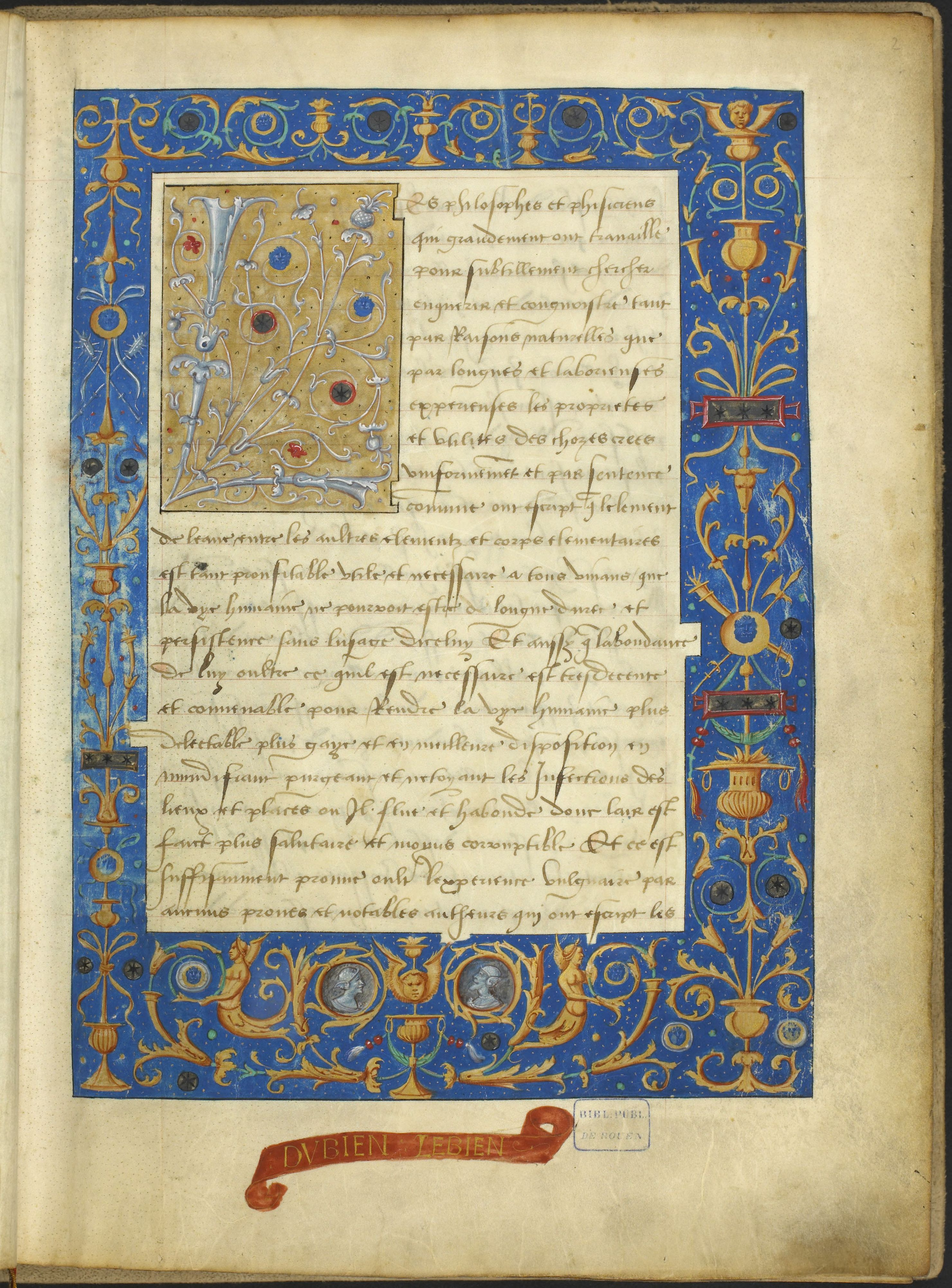
Folio 2r
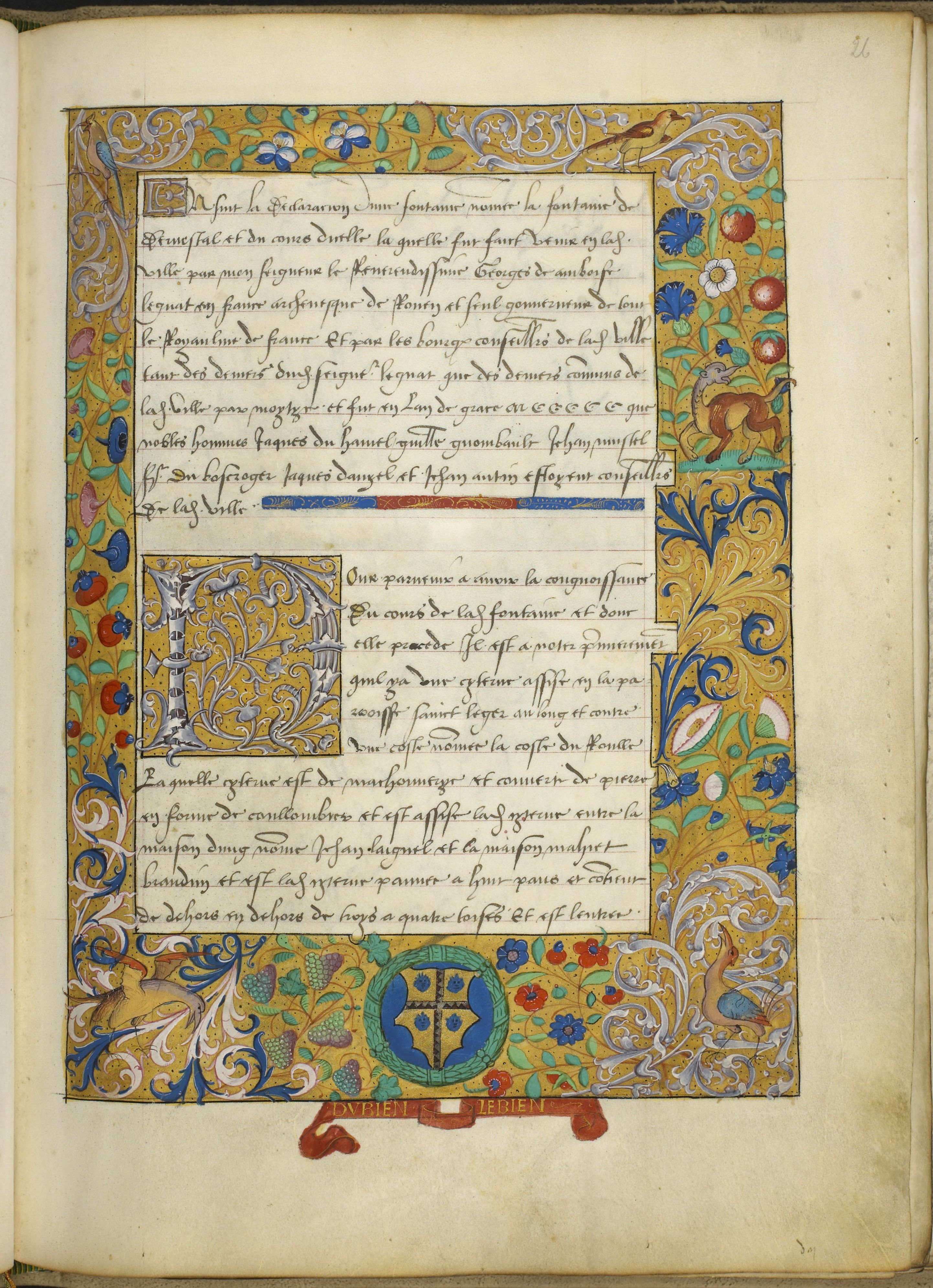
Folio 26r
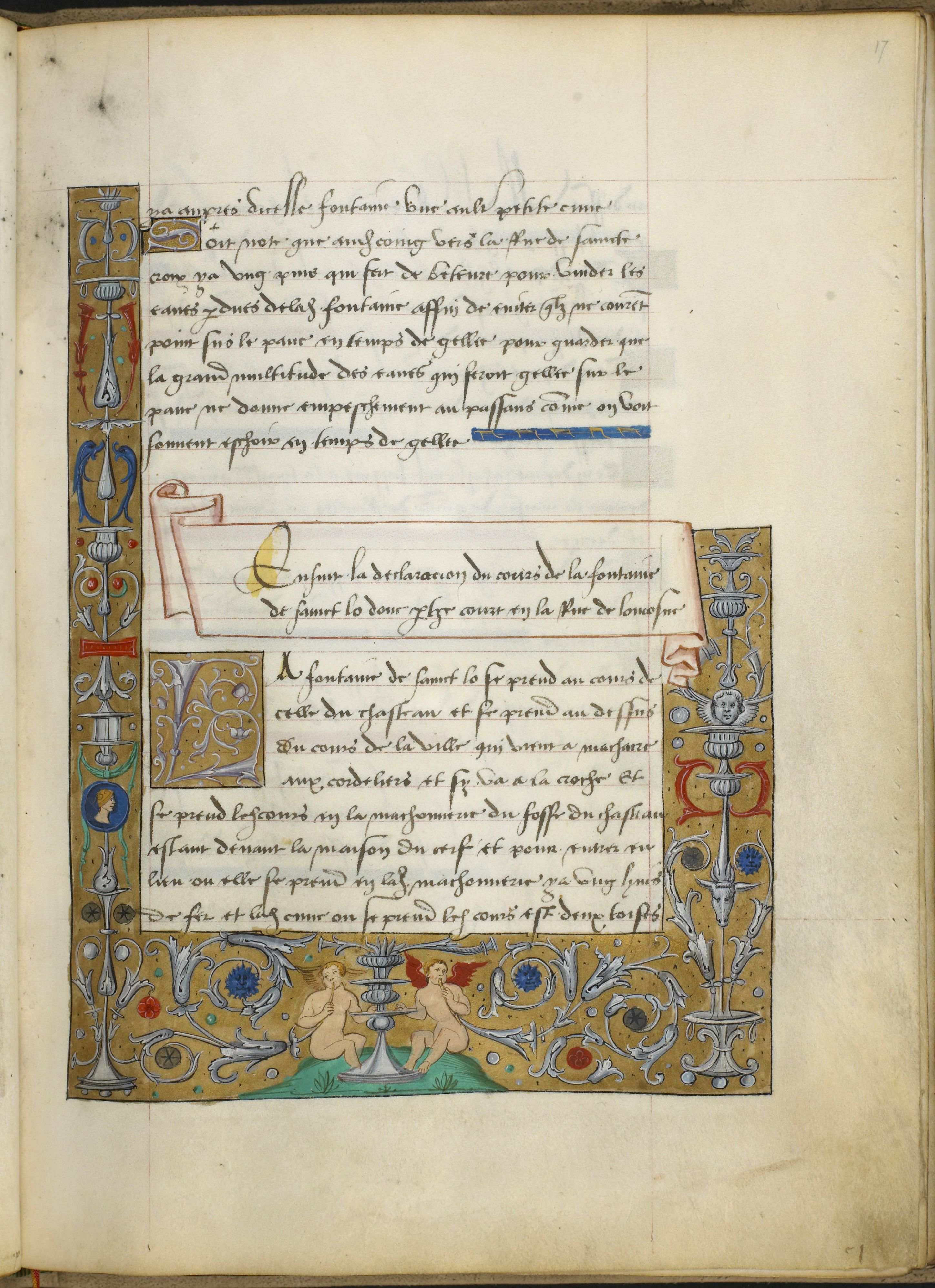
Folio 17r
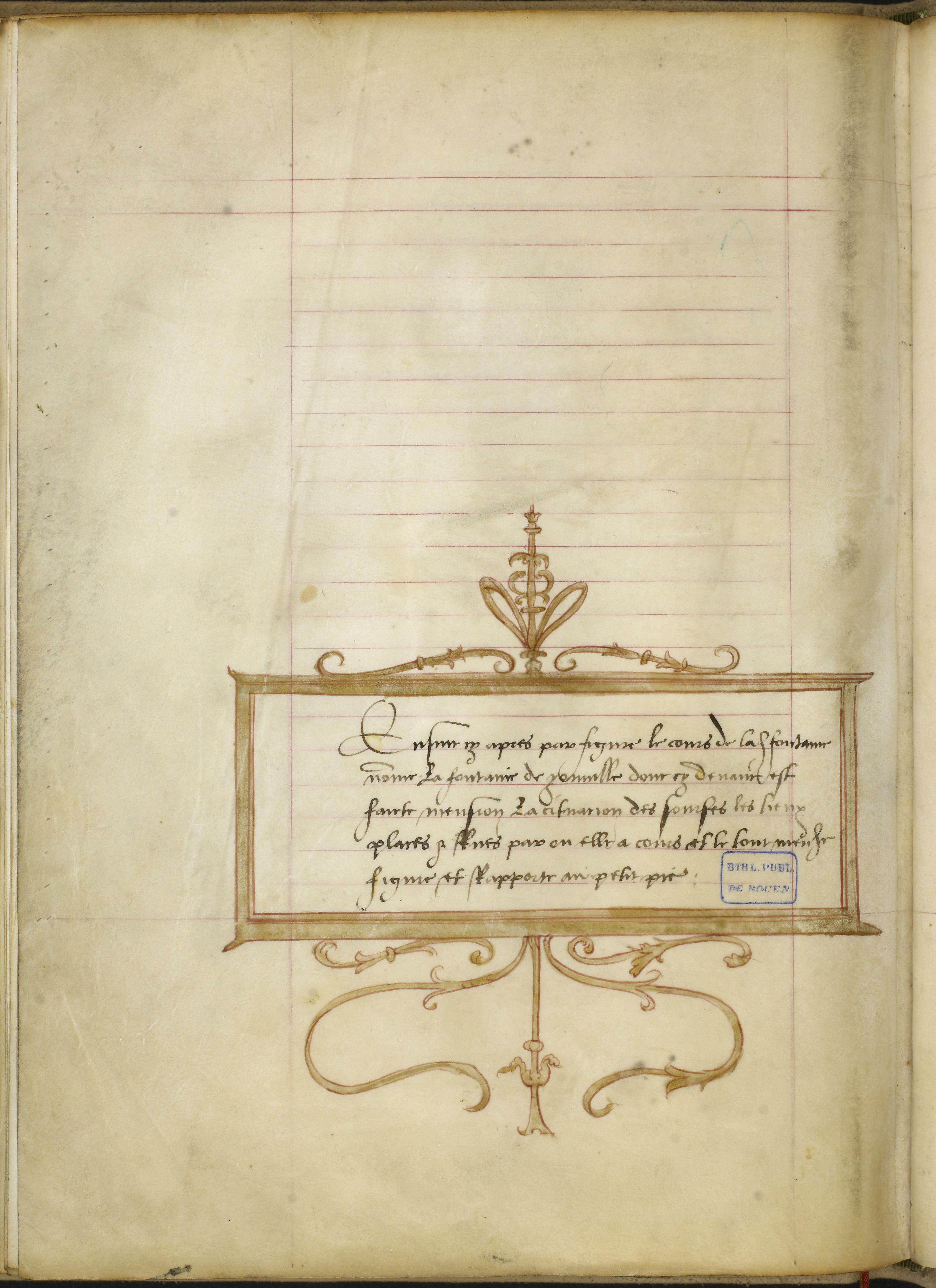
Folio 72v

### Les cartes
Trois cartes, formant des « bandes » sont insérées dans le manuscrit, à la fin de chaque chapitre. Elles donnent à voir l'écorché des canalisations des trois principales adductions d'eau et de suivre leur parcours à travers la ville. 
De formes irrégulières afin de suivre les changements de direction des aqueducs, les trois bandes présentent des dimensions différentes, mais d'une hauteur moyenne de 34 centimètres : 
- La bande de Gaalor mesure 4,67 m
- La bande de Carville mesure 9,30 m
- La bande de Yonville mesure 3,30 m[1].

Les conduites d'eau sont représentées à l'échelle d'environ 1/430e,.
De part et d'autre de la canalisation, vue à ciel ouvert, sont figurées, à plat, les façades des maisons et monuments qui jalonnent son parcours, rendant plus aisé le repérage des différentes sections et équipements. La grande précision accordée à ces représentations en fait une source remarquable pour les historiens.

### LaGrande Vue de Rouen
L'ouvrage est augmenté d'une vue panoramique de la ville, prise de la rive gauche et connue sous le nom de « Grande Vue de Rouen ». Elle mesure 65 centimètres par 137 centimètres. 

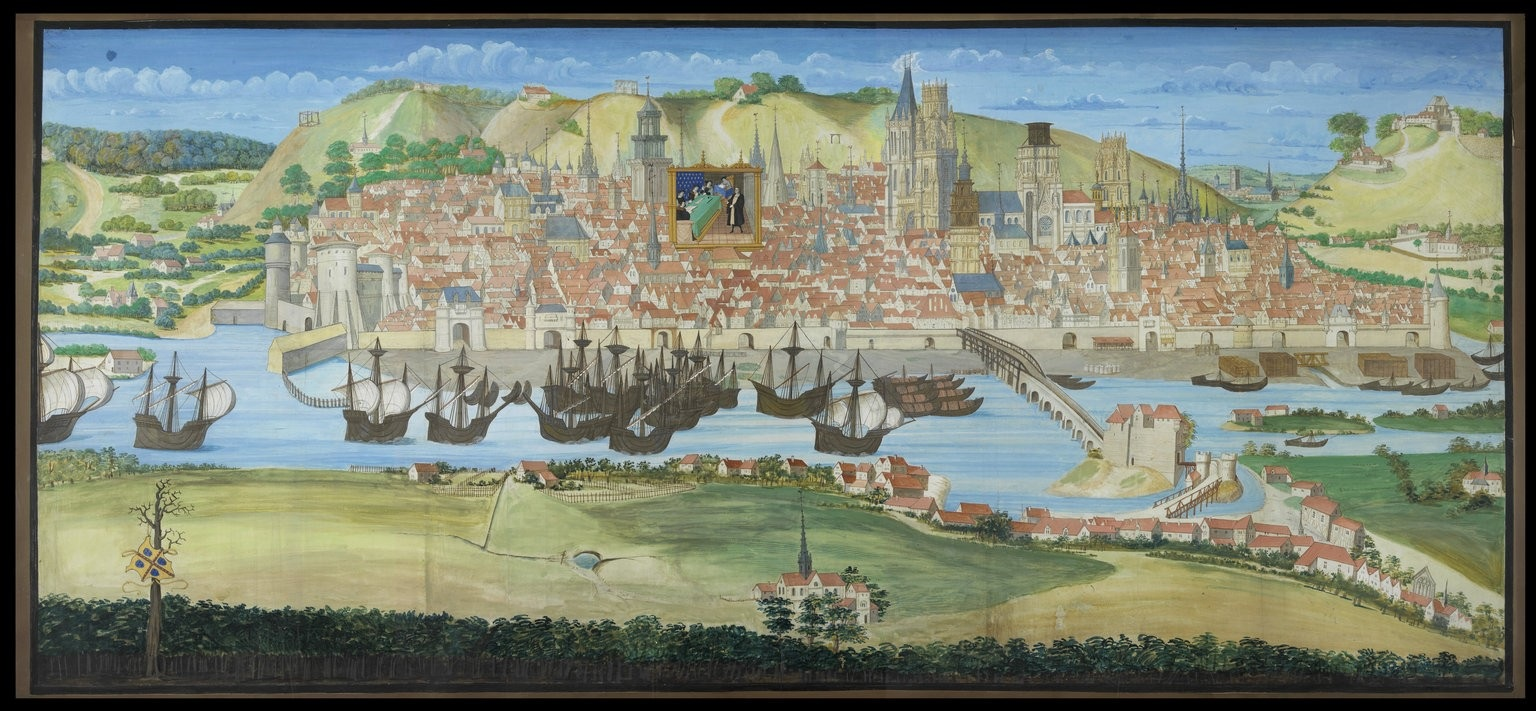
La Grande Vue de Rouen, 1525

Il s'agit de la première représentation de Rouen dans sa globalité. Bien que précise, la représentation n'est pas tout à fait exacte topographiquement : la taille de certains monuments est exacerbée, et leur orientation légèrement modifiée. 
Les armes du commanditaire figurent en bas à gauche, au premier plan, accrochées à un arbre. 
Une miniature, au centre de la ville, figure Jacques Le Lieur offrant son ouvrage aux édiles.

## Mains et auteurs
L'exécution du Livre des Fontaines a été coordonnée par Jacques Le Lieur, mais a nécessairement mobilisé plusieurs auteurs (arpenteurs, dessinateurs des cartes, copistes, enlumineurs). Plusieurs mains ont pu être décelées.  
Ont notamment contribué à la réalisation du Livre des Fontaines : Josse Cornillot, fontainier de la ville ; Robert Le Moyne, « maistre des ouvrages » et Roulland Le Roux, « maistre machon ».

## Interprétation
Le Livre des Fontaines est d'abord un ouvrage utilitaire et technique, destiné à faciliter le bon approvisionnement en eau de la ville, et à entretenir efficacement son réseau hydraulique. C'est également un ouvrage somptuaire, célébrant l'action publique des édiles de la ville, et, en particulier, celle de Jacques Le Lieur, qui en a commandité et coordonné l'exécution.  

## Publications
- Théodore d nt, Principaux édifices de Rouen en 1525, Peron, 1845, lire sur Google Livres. (125 exemplaires)
- Théodore de Jolimont, Notice historique sur la vie et les oeuvres de Jacques Le Lieur, 1847
- Jules Adeline, Rouen au XVIe siècle, d'après le manuscrit de J. Le Lieur (1525), A. Lestringant, Rouen, 1892. (50 exemplaires)
- Victor Sanson, Le Livre Enchaîné ou Livre des Fontaines de Rouen, Imprimerie L. Wolf, Rouen, 1911. (250 exemplaires)
- Lucien-René Delsalle, Benoît Eliot, Stéphane Rioland, Le Livre des Fontaines de la ville de Rouen, Editions point de vues, Bonsecours, 2005,  (ISBN 2-915548-02-1). (600 exemplaires) [présentation en ligne]
- Lucien-René Delsalle, Rouen à la Renaissance sur les pas de Jacques Le Lieur, Rouen, librairie L'Armitière, 2007, 592 p. (ISBN 978-2-9528314-13)